# FN-forbundet
FN-forbundet er en uafhængig, tværpolitisk NGO, der har til formål at styrke interessen for og kendskabet til FN. FN-forbundet arbejder lokalt, nationalt og internationalt med borgere, politikere, organisationer og andre FN-forbund for bl.a. at:
- Skabe respekt for menneskerettighederne i Danmark og resten af verden
- Virkeliggøre FN’s 17 verdensmål[1]
- Fremme ligestilling og forbedre udsatte gruppers vilkår og rettigheder
- Reform af FN

## Historie
FN-forbundet blev dannet i 1970, da Den Danske FN-forening blev sammensluttet med Dansk Samråd for de Forenede Nationer og Een Verden. Forbundets rødder går dog helt tilbage til Foreningen til Danmarks Neutralisering, der blev stiftet af den danske modtager af Nobels Fredspris, Frederik Bajer, i 1882.

## FN-forbundets arbejde
FN-forbundet arbejder for at demokratisere FN og for at bygge bro mellem FN og civilsamfundet, på egen hånd og i samarbejde med andre organisationer og institutioner. Lokalt og nationalt i samarbejde med politiske organisationer, forskningsinstitutter og andre NGO’er; internationalt i samarbejde med søsterforbund (World Federation of United Nations Associations, WFUNA) og internationale organisationer (herunder World Federalist Movement, WFM).
FN-forbundets arbejde inkluderer bl.a. at:
- Rådgive borgere, politikere og andre i FN-relaterede problemstillinger
- Deltage i den offentlige debat
- Udarbejde politikpapirer og undervisningsmateriale
- Deltage i kapacitetsopbyggende projekter i udviklingslande
- Afholde nationale og internationale konferencer og høringer

Meget af FN-forbundets daglige arbejde er baseret på frivillige kræfter og har desuden en række lokalkredse flere steder i landet. Forbundets sekretariat ligger i København.